# Hiroshi Shima
Hiroshi Shima (嶌洪), född 9 februari 1944 i Nagasaki, Japan, är en japansk biolog och professor emeritus vid Kyushus universitet.
Auktorsnamnet Shima kan användas för Hiroshi Shima i samband med ett vetenskapligt namn inom botaniken; se Wikipediaartiklar som länkar till auktorsnamnet.